# العلاقات الغابونية الميانمارية
العلاقات الغابونية الميانمارية هي العلاقات الثنائية التي تجمع بين الغابون وميانمار.

## مقارنة بين البلدين
هذه مقارنة عامة ومرجعية للدولتين:
| وجه المقارنة                                              | الغابون                        | ميانمار          |
| --------------------------------------------------------- | ------------------------------ | ---------------- |
| المساحة (كم2)                                             | 267.67 ألف                     | 676.58 ألف       |
| عدد السكان (نسمة)                                         | 2.03 مليون                     | 53.37 مليون      |
| الكثافة السكانية (ن./كم²)                                 | 7.58                           | 78.88            |
| العاصمة                                                   | ليبرفيل                        | نايبيداو، يانغون |
| اللغة الرسمية                                             | لغة فرنسية                     | اللغة البورمية   |
| العملة                                                    | فرنك وسط أفريقي                | كيات ميانماري    |
| الناتج المحلي الإجمالي (بليون دولار)                      | 14.62 مليار                    | 69.32 مليار      |
| الناتج المحلي الإجمالي (تعادل القوة الشرائية) بليون دولار | 34.65 مليار                    | 282.95 مليار     |
| الناتج المحلي الإجمالي الاسمي للفرد دولار أمريكي          | 8.27 ألف                       | 1.16 ألف         |
| الناتج المحلي الإجمالي للفرد دولار أمريكي                 | 19.43 ألف                      |                  |
| مؤشر التنمية البشرية                                      | 0.684                          | 0.536            |
| رمز المكالمات الدولي                                      | +241                           | +95              |
| رمز الإنترنت                                              | .ga                            | .mm              |
| المنطقة الزمنية                                           | ت ع م+01:00، توقيت غرب أفريقيا | ت ع م+06:30      |

## منظمات دولية مشتركة
يشترك البلدان في عضوية مجموعة من المنظمات الدولية، منها:
| علم المنظمة | اسم المنظمة                        | تاريخ انضمام الغابون | تاريخ انضمام ميانمار |
| ----------- | ---------------------------------- | -------------------- | -------------------- |
|             | مؤسسة التنمية الدولية              | 4 نوفمبر 1963        | 5 نوفمبر 1962        |
|             | يونسكو                             | 16 نوفمبر 1960       | 27 يونيو 1949        |
|             | مؤسسة التمويل الدولية              | 20 أكتوبر 1970       | 3 ديسمبر 1956        |
|             | منظمة حظر الأسلحة الكيميائية       | ?                    | ?                    |
|             | الأمم المتحدة                      | 20 سبتمبر 1960       | 19 أبريل 1948        |
|             | الاتحاد الدولي للاتصالات           | 28 ديسمبر 1960       | 15 سبتمبر 1937       |
|             | منظمة الشرطة الجنائية الدولية      | ?                    | ?                    |
|             | البنك الدولي للإنشاء والتعمير      | 10 سبتمبر 1963       | 3 يناير 1952         |
|             | الاتحاد البريدي العالمي            | ?                    | ?                    |
|             | وكالة ضمان الاستثمار متعدد الأطراف | 26 مارس 2003         | 16 ديسمبر 2013       |
|             | منظمة التجارة العالمية             | ?                    | ?                    |

## وصلات خارجية
- موقع وزارة الخارجية الميانمارية